# یانیس نگاکوتو
یانیس نگاکوتو (انگلیسی: Yannis N'Gakoutou؛ زادهٔ ۳۰ سپتامبر ۱۹۹۸) بازیکن فوتبال اهل فرانسه است.
وی همچنین در تیم ملی فوتبال گابن بازی کرده‌است.